# Incilius signifer
Incilius signifer is een soort uit de familie, padden (Bufonidae) en komt endemisch voor in Panama.

## Taxonomie
Incilius signifer werd in 2005 beschreven als een zelfstandige soort en als zodanig afgesplitst van Incilius coccifer, een paddensoort uit noordelijkere delen van Midden-Amerika.

## Verspreiding
De Pacifische laaglanden van Panama vormen het leefgebied van Incilius signifer. Het verspreidingsgebied loopt van de stad Davíd in Chiriquí via het schiereiland Azuero tot aan de kanaalzone. Incilius signifer leeft in zowel droogbossen als regenwoude van zeeniveau tot 800 meter hoogte.

## Uiterlijke kenmerken
Mannelijke exemplaren van Incilius signifer worden tot 64 mm lang, terwijl vrouwtjes met een lengte tot 77 mm groter zijn.